# Лінинський Петро
Петро́ Ліни́нський (19 липня 1846, Лінинці Малі — 18 серпня 1914, Долина, тепер Івано-Франківська область) — український правник і громадсько-політичний діяч. Радник суду в Новому Санчі (Лемківщина, сучасна територія Польщі). Посол Галицького сейму (1883—1889). Упродовж своєї каденції був секретарем «Руського клубу» — фракції, що об'єднувала більшість українських послів сейму.

## Короткий життєпис
У 1854-1856 роках навчався в окружній головній школі з німецькою мовою викладання при василіянському монастирі в Лаврові.
Судовий радник Петро Лінинський у Новому Санчі на противагу до тодішнього політичного курсу посла до австрійського парламенту з Сяніцької округи судді Володимира Куриловича започаткував на терені західної Лемківщини виразну українську національну політичну лінію — в порозумінні і за директивами «Народнього Комітету» у Львові, що був тоді під проводом керманича української парламентарної репрезентації у Відні — посла професора Академічної ґімназії Юліяна Романчука.
Головними успіхами праці Лінинського були: 1) обрання кандидата від «Народнього Комітету» — українця — Василя Яворського послом до віденського парламенту, 2) заснування в 1901 р. для лемківської студентської молоді в новосандецькій ґімназії української бурси, в якій у першому ж році існування отримав 51 учнів дешеве приміщення; 3) відкриття філії Товариства «Просвіта» в Новому Санчі — з виразною метою протидіяти впливам численних на тому терені читалень «просвітительного Общества им. Михайла Качковского во Львові».
Старша донька судді П. Лінинського, Марта, вийшла заміж за професора української ґімназії Михайла Демчука в Перемишлі, де вона після Другої світової війни як удовиця доживала віку серед матеріяльних злиднів, а молодша донька Марія, випускниця перемиської ґімназії з 1921 року, вийшла заміж за суддю Мирона Дубляницю (випускника тієї ж гімназії з 1911 року) і після війни жила з чоловіком на еміґрації в Америці.